# 磯野恭子
磯野 恭子（いその やすこ、1934年1月6日 - 2017年8月2日）は、山口放送に在籍していたアナウンサー、テレビディレクター。同局の取締役や岩国市の教育長も歴任した。

## 経歴
広島県江田島市出身。広島県立広島皆実高等学校を卒業後、1955年に広島大学へ進学。
1959年に山口放送にアナウンサーとして入社。1962年に制作部に異動してラジオ番組を制作し、その後テレビ番組のディレクターに転じ、第二次世界大戦をテーマとする数多くのドキュメンタリー番組を制作した。その中には、文化庁芸術祭やギャラクシー賞などで受賞した作品も多い。制作した番組の多くは、横浜市にある放送ライブラリーで視聴できる。また、山口放送に在職中の1994年には、NHKで『テレビドキュメンタリー 磯野恭子の世界』と題する磯野を特集する番組が5回に渡って放送された。
テレビ制作部長を経て、1988年に同局の取締役テレビ制作局長に就任し、民放初の女性役員となった。常務取締役を務めた後、2001年に山口放送を退職。2004年から6年間、岩国市の教育長を務めた。
個人としては、1980年には1979年度日本女性放送者懇談会賞を、1982年には国際ソロプチミスト婦人援助賞を受賞した。また、2000年には紫綬褒章を受章した。
2017年8月2日、心筋梗塞のため岩国市内の自宅で死去。83歳没。

## 制作した番組
- 『ある執念 ～開くか再審の道～』 （1976年、民放連賞優秀賞）[5]
- 『聞こえるよ母さんの声が･･･ ～原爆の子・百合子～』（1979年、文化庁芸術祭テレビドキュメンタリーの部大賞）、ベルリン未来賞受賞）[2][9]
- 『山口のヒロシマ』（1980年、文化庁芸術祭テレビドキュメンタリーの部優秀賞）[5][9]
- 『限りある命のために ～カネミ油症患者の16年～』（1984年、「地方の時代」映像祭特別賞、ギャラクシー賞、放送文化基金賞本賞）[5][10]
- 『死者たちの遺言 ～回天に散った学徒兵の軌跡』（1984年、文化庁芸術祭テレビドキュメンタリーの部優秀賞）[5][9]
- 『戦後40年シリーズ ドキュメンタリー 写真の中の日本人』（1985年、民放連賞優秀賞）[5]
- 『チチの国ハハの国 ～ある韓国人女性の帰国～』（1986年、民放連賞最優秀賞）[5]
- 『きりぎりすの山登り 童謡詩人・金子みすゞ』（1986年）[6]
- 『生きて生きて19年 ～カネミ油症事件～』（1987年、「地方の時代」映像祭特別賞）[5]
- 『祖国へのはるかな旅 ～ある中国残留婦人の帰国～』（1987年、文化庁芸術祭テレビドキュメンタリーの部作品賞）[5][11]
- 『いま松花江に生きる ～中国残留婦人～』（1987年、民放連賞優秀賞）[5]
- 『海鳴りのうた ～朝鮮半島から来た炭鉱夫たち～』（1991年、民放連賞優秀賞）[5]
- 『大地は知っている ～中国へ残された婦人たち～』（1992年、文化庁芸術祭テレビドキュメンタリーの部作品賞）[5][11]
- 『モモイロペリカン･カッタ君の春 幼稚園児との6年の記録』（1994年）[6]
- 『帰らなかった日本兵 インドネシア残留兵はいま』（1996年）[6]
- 『海峡の町のミュージカル』（1996年）[6]
- 『NNNドキュメント'96 原爆の子 百合子50歳』（1996年）[6]
- 『永住帰国 中国残留婦人の半世紀』（1997年）[6]
- 『NNNドキュメント'00 私をみつめて ～介助犬ブラッドと生きる～』（2000年）[6]
- 『私の故郷 山口県三隅町 ～若者たちが描く　画家香月泰男の地球～』（2001年）[6]